# Xã Wadsworth, Quận Stutsman, Bắc Dakota
Xã Wadsworth (tiếng Anh: Wadsworth Township) là một xã thuộc quận Stutsman, tiểu bang Bắc Dakota, Hoa Kỳ. Năm 2010, dân số của xã này là 22 người.